# 片山卓也
片山 卓也（かたやま たくや、1939年 - ）は、日本の情報工学者。計算機科学者。東京工業大学教授、北陸先端科学技術大学院大学の教授および学長をつとめた。現在は、中央大学研究開発機構教授。学生時代の専攻は電気工学。工学博士。専門はソフトウエア工学。特に検証可能なソフトウェア構成法、ソフトウェア検証法、法令工学。国内外で活躍した日本の第一世代ソフトウェア工学者。
東京都出身。2015年瑞宝重光章受賞。

## 略歴
1962年東京工業大学卒業、1964年東京工業大学大学院修了、 日本IBM株式会社を経て、1967年東京工業大学助手。1974年東京工業大学助教授、1985年東京工業大学教授を経て、1991年北陸先端科学技術大学院大学教授。2000年東京工業大学名誉教授、2008年北陸先端科学技術大学院大学学長、2015年 中央大学研究開発機構教授。
この間に次のような役職を務めている。日本ソフトウエア科学会理事長、情報処理学会理事、 ICSEプログラム委員長、ノースカロライナ大学客員科学者、科研費特定領域研究代表者、日本学術振興会未来開拓研究プロジェクト代表者、21世紀COEプログラムプロジェクト代表者など。

## 受賞
- 2003年 日本ソフトウェア科学会特別功労賞
- 2004年 日本ソフトウェア科学会フェロー
- 2004年 情報処理学会功績賞
- 2005年 情報処理学会フェロー
- 2015年 瑞宝重光章[2]

## 業績
- 絶対非循環属性文法で記述されたソフトウェアの帰納的な検証法を考案し、その拡張として検証可能で修正・連携可能な階層的関数型ソフトウェアの構成法を提唱した。
- 法令は電子社会のソフトウェアであるという認識から法令工学という新しい分野を提唱し、特に国民年金法の述語論理による記述と検証をはじめて行った。
- 国際会議POPL、ICSE、ISPW、国際論文誌TOPLASなどでの一連の研究活動[3][出典無効]を通じて、欧米の研究者と日本の研究者の交流の橋渡し役を務めた。
- 国内で多くの研究プロジェクト代表者を務め、検証・進化可能なソフトウェア、故障検出・耐故障性、電子社会などの問題について取り組んだ。多数の後進の育成に尽力し、彼らはソフトウェア工学・計算機ネットワーク・形式的理論などの各分野で活躍している。
- 日本初の独立キャンパスを持つ国立大学院大学である北陸先端科学技術大学院大学の創設において、設計・実現に携わり、先駆的な研究・教育システムを生み出した。特に6年間は学長として深く運営に携わった[4]。

## 著作

### 単著
- 法令工学の実践　国民年金法の述語論理による記述と検証、JAIST Press(電子出版)、2019年・2021年(第3版)

### 共著
- 画像の情報処理、コロナ社、1978年
- 情報の構造とデータベース、岩波講座「情報科学」第８巻、岩波書店、1983年
- 属性文法入門、共立出版、1996年

### 翻訳
- アルゴリズム+データ構造=プログラム (N.Wirth著)、日本コンピュータ協会、1979年

### 共訳
- ソフトウェア工学大事典、朝倉書店、1998年